# Семёнова, Ирина Мурадовна
Ирина Семёнова (девичья фамилия — Геворгян; узб. Ирина Семенова; род. 18 января 1990, Ташкент) — узбекская шахматистка, гроссмейстер среди женщин (2019)

## Биография
Ирина Мурадовна Геворгян родилась в Ташкенте 18 января 1990 года. Она начала учиться играть в шахматы в шестилетнем возрасте. Её первый тренер работал в шахматной секции школы № 171, Андрей Абдуллаевич Мирзаахмедов. В 2006 году она окончила школу № 60 в Ташкенте (ныне Государственная специализированная школа № 60 имени Иоганна Вольфганга фон Гёте). В 2010 году она завершила образование в Ташкентском государственном университете экономики. После окончания университета Ирина работала несколько лет в качестве тренера по шахматам в спортивной школе в Ташкенте. С 2014 года она работала менеджером по международным отношениям в Узбекской федерации шахмат. В 2019 году Ирина Геворгян вышла замуж и приняла фамилию Семёнова.

## Карьера
В 2004 году Ирина Геворгян впервые приняла участие в международном шахматном турнире.
В 2008 году на 38-й Шахматной олимпиаде, прошедшей в Дрездене, Германия, Ирина Геворгян была частью женской сборной Узбекистана. Она соревновалась вместе с Нафисой Муминовой, Нодирой Нодиржановой, Ольгой Собировой и Хулкар Тохиржановой. Сборная Узбекистана показала средние результаты, заняв 22-е место в общем зачёте. Ирина Геворгян сыграла девять партий, выиграв четыре и сыграв вничью одну. В итоговом индивидуальном рейтинге она заняла 34-е место.
В 2012 году на 40-й Шахматной олимпиаде, прошедшей в Стамбуле, Турция, Ирина Геворгян снова представляла Узбекистан в женской команде. Она сыграла десять партий, выиграв три и сыграв вничью четыре. В итоговом индивидуальном рейтинге она заняла 41-е место.
В октябре 2013 года Ирина Геворгян вместе с командой Узбекистана победила на Центрально-Азиатском Кубке по шахматам.
На 41-й Шахматной олимпиаде, прошедшей в Тромсё, Норвегия, в 2014 году Ирина Геворгян вновь была частью женской команды Узбекистана. Она сыграла девять партий, выиграв пять и сыграв вничью две. В итоговом индивидуальном рейтинге она заняла 23-е место.
В 2015 году Ирина Геворгян завоевала серебряную медаль на Чемпионате Узбекистана по шахматам.
В 2016 году на 42-й Шахматной олимпиаде, прошедшей в Баку, Азербайджан, Ирина Геворгян представляла Узбекистан в женской команде. Она сыграла девять партий, выиграв четыре и сыграв вничью три. В итоговом индивидуальном рейтинге она заняла 20-е место. Также в этом же году она выиграла золотую медаль на международном шахматном фестивале «Batumi Municipality Cup-2016» в Батуми, Грузия.
В 2018 году на 43-й Шахматной олимпиаде, прошедшей в Батуми, Грузия, Ирина Геворгян вновь была частью женской команды Узбекистана. Она сыграла десять партий, выиграв четыре и сыграв вничью пять. Женская команда Узбекистана заняла 17-е место в общем зачёте
В 2020 году Ирина Семенова завершила свою карьеру.

## Достижения
Достижения Ирины Семёновой в шахматах:
- Мастер ФИДЕ среди женщин (2006)[2]
- Международный мастер среди женщин (жмм) (2015)[2]
- гроссмейстер среди женщин (жгм) (2019)[2]
- Арбитр ФИДЕ (2016)[2]
- Международный арбитр ФИДЕ (2019)[2]